# Godfrey Lienhardt
Ronald Godfrey Lienhardt (17 janvier 1921-9 novembre 1993) est un anthropologue britannique né à Bradford (Yorkshire).

## Publications
- (fr) « Peuples nilotiques. Dinka, Anuak, Shilluk. Mythes d’harmonie cosmique et sociale » in Yves Bonnefoy (dir.), Dictionnaire des mythologies et des religions des sociétés traditionnelles et du monde antique, Flammarion, Paris, 1981  (ISBN 2080109456)